# Trattato di Oñate
Il trattato di Oñate fu un patto segreto firmato il 29 luglio 1617 tra i rami di Spagna e d'Austria della dinastia asburgica nel quadro delle dispute territoriali sorte al momento della creazione delle due linee dinastiche il 21 aprile 1521, quando Carlo V (1500-1558), re di Spagna e imperatore del Sacro Romano Impero, assegnò al fratello Ferdinando (1503-1564) i possedimenti familiari austriaci e germanici, riservando al proprio erede i territori iberici, italiani e l'eredità borgognona.
Il sovrano spagnolo Filippo III (1578-1621), in cambio del riconoscimento austriaco dell'egemonia iberica sui domini componenti il cosiddetto Cammino di Fiandra, rinunciò a ogni pretesa sulle corone di Boemia e d'Ungheria in favore di Ferdinando II (1578-1637). Inoltre, la Spagna garantì il proprio appoggio alla futura ascesa al trono imperiale dello stesso Ferdinando II, nello stesso anno nominato erede da Mattia d'Asburgo (1557-1619).
Il patto stipulato tra le due potenze prese il nome da Iñigo Vélez de Guevara y Tassis, 7º conte di Oñate (1566-1644), ambasciatore spagnolo a Vienna e fautore della versione ultima del trattato insieme a Baltasar de Zúñiga (1561-1622).

## Contesto storico

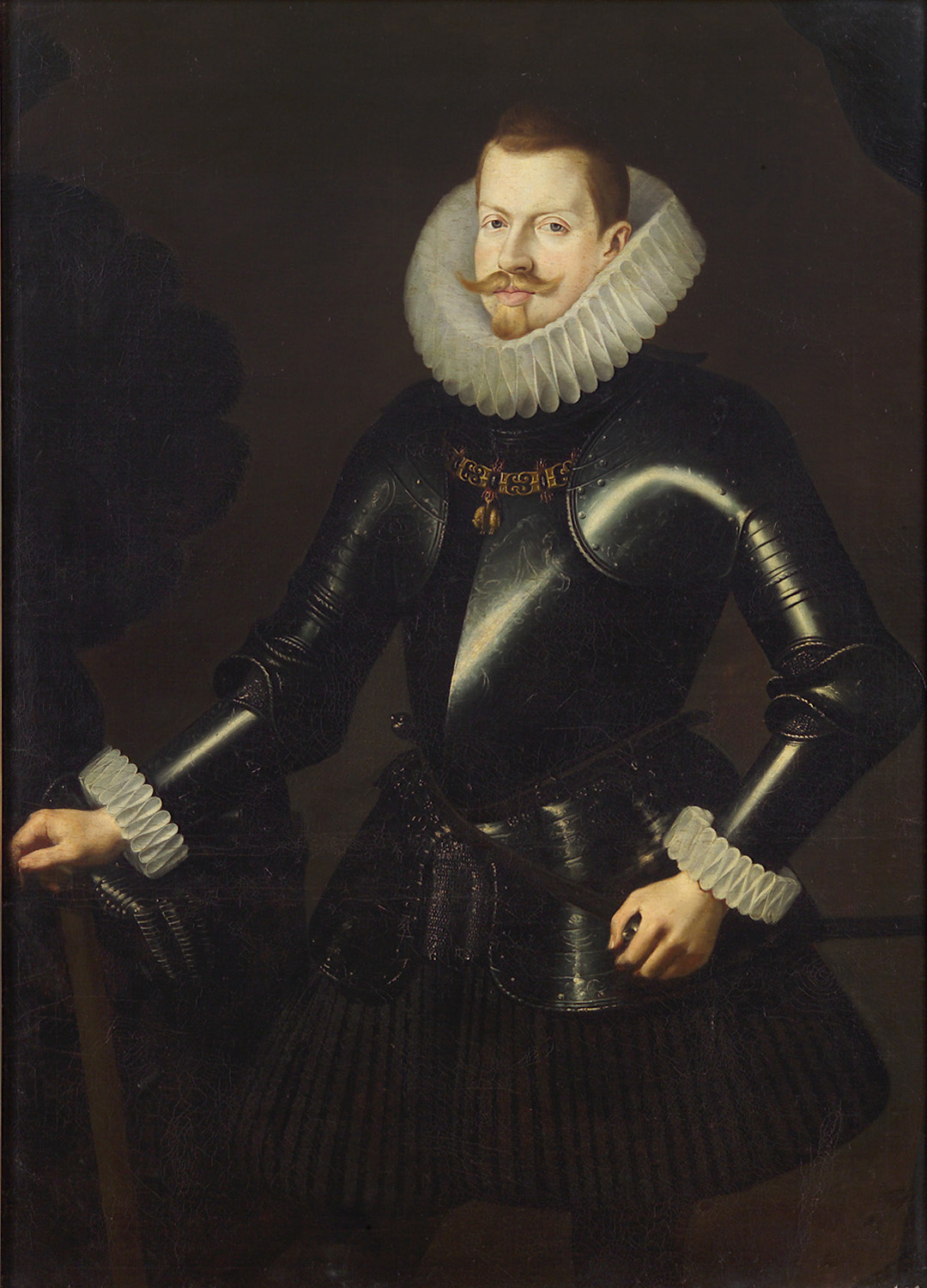
Il re di Spagna Filippo III.

Alla morte dell'imperatore del Sacro Romano Impero Rodolfo II il 20 gennaio 1612, al trono germanico ascese il fratello del defunto sovrano, l'arciduca d'Austria Mattia: questi, essendo senza prole, volendo assicurare una sicura continuità dinastica, scelse come erede il figlio del governatore dell'Austria Interiore Carlo II, il cugino Ferdinando, che aveva già tre possibili eredi (Ferdinando, Leopoldo Guglielmo e Giovanni Carlo). Tale decisione, tuttavia, venne presa senza considerare le legittime pretese che il re di Spagna Filippo III avanzava per i propri figli, Filippo, Carlo e Ferdinando, supportato nelle sue rivendicazioni dal maggior prestigio accordato fin dalla nascita al ramo spagnolo degli Asburgo a scapito di quello austriaco e dal suo essere nipote di Massimiliano II e di Carlo V.
La scelta del ramo d'Austria Interiore era stata frutto della mente del cardinale Melchior Khlesl, consigliere politico e religioso dell'imperatore Mattia e capo del suo Concilio Segreto: l'ecclesiastico da tempo cercava una riconciliazione tra i cattolici e i protestanti d'Austria, che con la loro opposizione confessionale paralizzavano le istituzioni imperiali e mettevano a rischio persino il principio della comune difesa contro la "minaccia ottomana", arrivata nel 1529 ad assediare la stessa Vienna e che da quasi un secolo teneva impegnata l'Austria sui confini orientali e meridionali. Nel tentativo di sbloccare la situazione, Khlesl, al momento della decisione dell'erede, optò per un cambio di rotta, favorendo il cattolicissimo figlio di Carlo II, educato dai gesuiti secondo dettami controriformisti e protagonista nei domini paterni di una fiera opposizione all'estendersi della Riforma protestante.

## Condizioni del trattato

L'imperatore del Sacro Romano Impero Ferdinando II.

Ferdinando II, avendo saputo tramite i delegati spagnoli a Vienna della disponibilità di Filippo III di accettare la sua ascesa al trono imperiale a certe condizioni, intavolò subito delle trattative con il ramo spagnolo della propria dinastia.
Il sovrano iberico, infatti, da tempo si muoveva in preparazione della fine della tregua dei dodici anni, stipulata tra Spagna e Province Unite al termine di una dura fase della guerra degli ottant'anni nel 1609 e con scadenza nel 1621. Obiettivo di Filippo era il pieno e incontrastato controllo del Cammino di Fiandra, quel complesso di dominazioni dirette e indirette e di possedimenti familiari che si snodava senza soluzione di continuità dal nord Italia fino a Bruxelles che permetteva una sicura rotta di rifornimento per gli eserciti impegnati a soffocare la ribellione olandese: l'aver sicuro quel Cammino avrebbe permesso alla Spagna di riaprire le ostilità (mai concluse nelle colonie) in Europa, non volendo né potendo la corte di Madrid accettare la proposta di pace avanzata dalle Province Unite.
Accordi preliminari si erano raggiunti già nel gennaio 1617, con la decisione da parte austriaca di cedere agli spagnoli diversi feudi in nord Italia (dove la Spagna aveva il controllo del ducato di Milano) ma non in Alsazia. La versione definitiva del trattato fu firmata solo sei mesi dopo, il 29 luglio 1617: Filippo III rinunciava alle pretese sui regni di Boemia e Ungheria e ai diritti germanici dei figli, spianando la strada all'elezione al soglio imperiale di Ferdinando II; da parte sua, Ferdinando cedette alla Spagna il marchesato di Finale e il principato di Piombino (entrambi già occupati militarmente da Madrid), oltre che i diritti sulle regioni dell'Ortenau e dell'Alsazia.

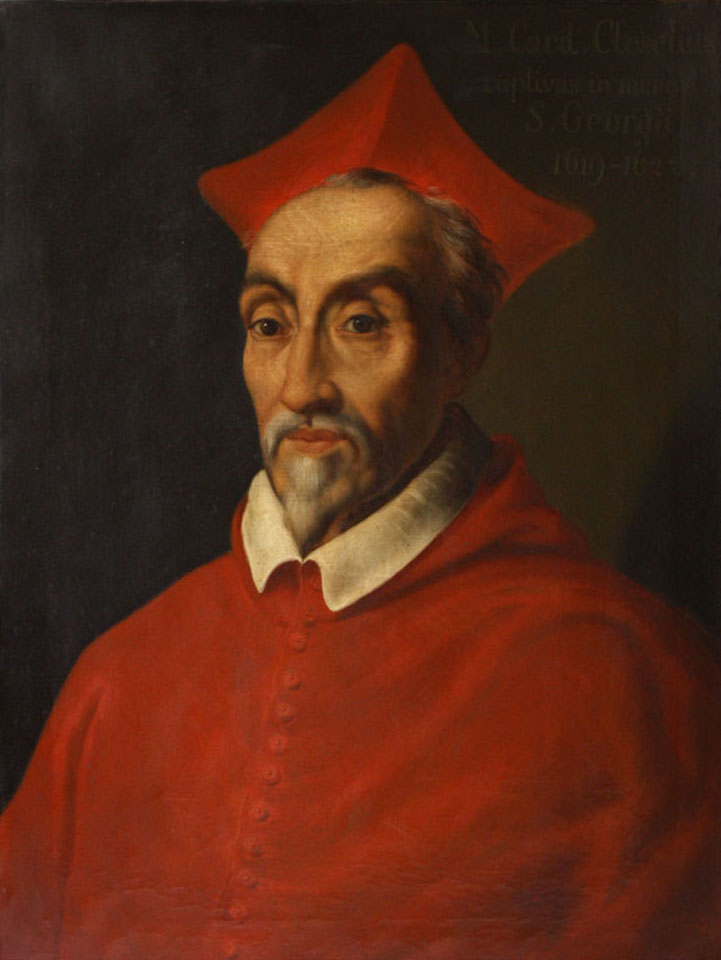
Il cardinale Melchior Khlesl.

Le trattative tra Asburgo di Spagna e d'Austria furono tenute segrete al cardinal Khlesl.

## Conseguenze
Con il supporto di Filippo III di Spagna e dell'arciduca d'Austria Massimiliano III, Ferdinando poté agevolmente ottenere il 5 giugno 1617 la corona boema e il 1º luglio 1618 quella ungherese. Il 20 giugno dello stesso anno, intanto, si era consumata la fine politica del cardinal Khlesl, arrestato per ordine di Ferdinando e Massimiliano e con il supporto del vescovo di Bressanone Carlo I d'Austria (fratello dello stesso Ferdinando).
Quando l'imperatore Mattia spirò, il 20 marzo 1619, Ferdinando avanzò i propri diritti al trono e venne incoronato imperatore il 28 agosto 1619 con l'appoggio solo di alcuni principi tedeschi: infatti, tra il 26 e il 27 agosto, la nobiltà boema (che già aveva dimostrato la sua ostilità con la defenestrazione di Praga il 23 maggio 1618) elesse imperatore a sua volta Federico V del Palatinato, capo del fronte protestante in opposizione al cattolico Ferdinando II. Tali eventi portarono alla mobilitazione della Lega cattolica (supportata dalla Spagna) che sconfisse Federico, il Re d'Inverno, nella battaglia della Montagna Bianca l'8 novembre 1620 e soffocò la ribellione della Boemia. Il conflitto, tuttavia, era già andato oltre la dimensione locale, innescando quella che sarebbe divenuta la guerra dei trent'anni.